# Ашан (коммуна)
Аша́н (фр. Hachan, окс. Haishan) — коммуна во Франции, находится в регионе Юг — Пиренеи. Департамент — Верхние Пиренеи. Входит в состав кантона Кастельно-Маньоак. Округ коммуны — Тарб.
Код INSEE коммуны — 65214.

## География

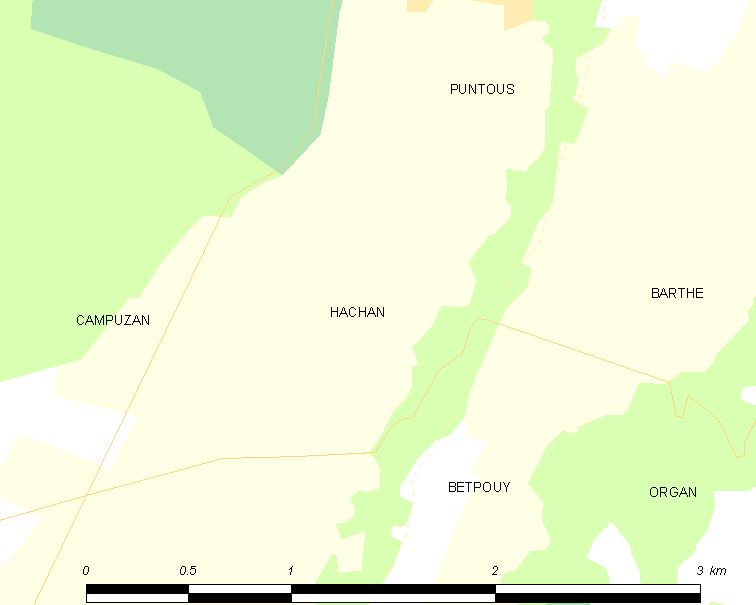
Карта коммуны

Коммуна расположена приблизительно в 640 км к югу от Парижа, в 90 км юго-западнее Тулузы, в 32 км к востоку от Тарба.
По территории коммуны протекает река Петит-Баиз.

## Климат
Климат умеренно-океанический с солнечной тёплой погодой и обильными осадками на протяжении практически всего года.

## Население
Население коммуны на 2010 год составляло 41 человек.
| 1962 | 1968 | 1975 | 1982 | 1990 | 1999 | 2010 |
| ---- | ---- | ---- | ---- | ---- | ---- | ---- |
| 57   | 53   | 54   | 40   | 35   | 38   | 41   |

## Администрация
| Период | Период | Фамилия        | Партия | Примечания |
| ------ | ------ | -------------- | ------ | ---------- |
| 2001   | 2014   | Фелисьен Тюжаг |        |            |
| 2014   | 2020   | Кристиан Дюко  |        |            |

## Экономика
В 2010 году среди 25 человек трудоспособного возраста (15-64 лет) 13 были экономически активными, 12 — неактивными (показатель активности — 52,0 %, в 1999 году было 66,7 %). Из 13 активных жителей работали 12 человек (8 мужчин и 4 женщины), безработным был 1 мужчина. Среди 12 неактивных 2 человека были учениками или студентами, 4 — пенсионерами, 6 были неактивными по другим причинам.